# Carry Abbenhues
Carry Abbenhues (Amsterdam, 27 april 1949) is een Nederlands politicus van de PvdA. Van 1 februari 2016 tot 21 december 2016 was zij waarnemend burgemeester van de gemeente Zutphen.

## Levensloop
Ze is geboren in de Staatsliedenbuurt van Amsterdam. Na haar studie aan de Academie Lichamelijke Opvoeding was ze van 1970 tot 1977 lerares lichamelijke opvoeding in Amsterdam. Daarna verhuisde ze naar Meppel.

### Politiek
In 1977 trad ze toe tot de gemeenteraad in Meppel voor de PvdA. Voor deze partij werd ze vervolgens fractievoorzitter. In 1986 werd Abbenhues daar wethouder. In juli 1993 volgde haar benoeming tot burgemeester van Hattem. Naast dat burgemeesterschap heeft ze aan de Erasmus Universiteit in Rotterdam bestuurskunde gestudeerd, waarin Abbenhues in 2003 op 53-jarige leeftijd afstudeerde. Vanaf mei van dat jaar was ze acht jaar gedeputeerde van de provincie Overijssel met onder andere economie in haar portefeuille. Van 22 augustus 2013 tot 15 december 2014 was Abbenhues waarnemend burgemeester van de gemeente Assen.
Van februari tot december 2016 was Abbenhues waarnemend burgemeester van Zutphen gedurende de periode dat er werd gezocht naar een opvolger van burgemeester Arnold Gerritsen.